# Oakdale (Wisconsin)
Oakdale é uma vila localizada no estado norte-americano de Wisconsin, no Condado de Monroe.

## Demografia
Segundo o censo norte-americano de 2000, a sua população era de 297 habitantes.
Em 2006, foi estimada uma população de 316, um aumento de 19 (6.4%).

## Geografia
De acordo com o United States Census Bureau tem uma área de
2,2 km², dos quais 2,2 km² cobertos por terra e 0,0 km² cobertos por água. Oakdale localiza-se a aproximadamente 293 m acima do nível do mar.

## Localidades na vizinhança
O diagrama seguinte representa as localidades num raio de 20 km ao redor de Oakdale.